# حوزه انتخابیه ششم واشینگتن
حوزه انتخابیه ششم واشینگتن یک حوزه انتخابیه مجلس نمایندگان آمریکا است که در ایالت واشینگتن قرار دارد.